# Vincent Hancock
Vincent Hancock   (Port Charlotte, Florida, EUA, 19 de març de 1989) és un tirador olímpic estatunidenc especialitzat en la prova de Skeet. Ha participat en 4 edicions dels Jocs Olímpics, guanyant 3 medalles d'or, en els Jocs de Pequín 2008, Londres 2012 i Tòquio 2020. Amb la medalla d'or aconseguida a Londres, es va convertir en el primer tirador de Skeet en la història, en aconseguir repetir com a campió olímpic. Durant la seva carrera ha guanyat 30 medalles en diferents competicions continentals i mundials, sent un dels tiradors més guardonats de tots els temps.
Vincent Hancock és llicenciat en Administració i Direcció d'Empreses (ADE) per la Universitat Troy d'Alabama i va ser sergent de l'exèrcit dels Estats Units. Actualment viu a Texas amb la seva dona i els seus dos fills i és un declarat cristià practicant.

## Trajectòria professional
| Jocs Olímpics              | Jocs Olímpics  | Jocs Olímpics | Jocs Olímpics       |
| Any                        | Seu            | Posició       | Prova               |
| -------------------------- | -------------- | ------------- | ------------------- |
| 2008                       | Pequín         | 1             | Skeet               |
| 2012                       | Londres        | 1             | Skeet               |
| 2016                       | Rio de Janeiro | 15a posició   | Skeet               |
| 2020                       | Tòquio         | 1             | Skeet               |
| Campionat del Món          |                |               |                     |
| 2005                       | Lonato         | 1             | Skeet               |
| 2007                       | Nicòsia        | 3             | Skeet               |
| 2009                       | Maribor        | 1             | Skeet               |
| 2010                       | Múnic          | 5a posició    | Skeet               |
| 2011                       | Belgrad        | 67a posició   | Skeet               |
| 2013                       | Lima           | 10a posició   | Skeet               |
| 2014                       | Granada        | 9a posició    | Skeet               |
| 2015                       | Lonato         | 1             | Skeet               |
| 2018                       | Changwon       | 1             | Skeet               |
| 2022                       | Osijek         | 2             | Skeet               |
| 2022                       | Osijek         | 2             | Skeet Equip masculí |
| 2022                       | Osijek         | 15a posició   | Skeet Equip mixt    |
| 2023                       | Bakú           | 4a posició    | Skeet               |
| 2023                       | Bakú           | 1             | Skeet Equip mixt    |
| Jocs Panamericans          |                |               |                     |
| 2007                       | Rio de Janeiro | 1             | Skeet               |
| 2011                       | Guadalajara    | 1             | Skeet               |
| Campionat de les Amèriques |                |               |                     |
| 2005                       | Salinas        | 1             | Skeet               |
| 2014                       | Guadalajara    | 1             | Skeet               |